# Institución Deportiva Boquita (Sarandí Grande)
La Institución Deportiva Boquita, abreviada simplemente como Boquita, es un equipo de fútbol de la ciudad de Sarandí Grande (localidad de aproximadamente 6 mil habitantes) en el departamento de Florida, Uruguay. Fue fundada el 15 de agosto de 1995.
Compite en la Liga de Fútbol de Florida, dentro del marco de OFI.

## Historia
Boquita fue fundado como club de fútbol infantil en 1995. Los colores, nombre y simbología fueron tomados del club argentino Boca Juniors
. A medida que crecía el equipo se convirtió primero en equipo de fútbol juvenil, y luego en equipo de mayores compitiendo en la Liga de Sarandí Grande. En 2010, obtiene el título de campeón en dicha liga. Posteriormente emigró de liga, saliendo de su Sarandí Grande a la Liga de Fútbol de Florida, donde en 2017 logró el ascenso a la "A".
En 2021 debuta en la Copa Nacional de Clubes "B" de OFI con derrota 3-1 en Libertad frente al local Campana. Pero esa campaña marcaría el salto al reconocimiento nacional porque Boquita terminaría siendo el campeón del torneo, derrotando en la final a Wanderers de Santa Lucía. Este éxito le permitió al equipo participar en 2022 de la Copa Nacional de Clubes "A" y en la primera edición de la Copa AUF Uruguay.

## Uniforme
El uniforme es como el del club Boca Juniors. La icónica franja horizontal del Club Atlético Boca Juniors también está presente en el uniforme de Boquita, y las medias y pantalones también son iguales a los de Boca, de color azul

## Palmarés
- Copa Nacional de Clubes  (Divisional B) (1): 2021
- Liga de Sarandí Grande (1): 2010